# Gena Rowlands
Gena Rowlands, nascida Virginia Cathryn Rowlands (Madison, Wisconsin, 19 de junho de 1930 — Indian Wells, 14 de agosto de 2024) foi uma atriz estadunidense.

## Biografia
Gena Rowlands graduou-se pela Universidade de Wisconsin em 1950, onde era uma estudante muito popular por sua conhecida beleza. Rowlands começou a atuar em 1956. Mudou-se para Nova Iorque para estudar artes dramáticas na "American Academy of Dramatic Arts" onde conheceu o seu futuro marido, John Cassavetes. Juntos filmaram Glória, recentemente refilmado por Sharon Stone.
Rowlands morreu em 14 de agosto de 2024, aos 94 anos, em Indian Wells.

## Filmografia

### No cinema
| Ano    | Título                                        | Papel               | Notas          |
| ------ | --------------------------------------------- | ------------------- | -------------- |
| 1958   | The High Cost of Loving                       | Ginny Fry           |                |
| 1959   | Shadows                                       | —                   |                |
| 1962   | Lonely Are the Brave                          | Jerry Bondi         |                |
| 1962   | The Spiral Road                               | Els                 |                |
| 1963   | A Child Is Waiting                            | Sophie Widdicombe   |                |
| 1967   | Tony Rome                                     | Rita Kosterman      |                |
| 1968   | Faces                                         | Jeannie Rapp        |                |
| 1969   | Gli intoccabili                               | Rosemary Scott      |                |
| 1971   | Minnie and Moskowitz                          | Minnie Moore        |                |
| 1974   | A Woman Under the Influence                   | Mabel Longhetti     |                |
| 1976   | Two-Minute Warning                            | Janet               |                |
| 1977   | Opening Night                                 | Myrtle Gordon       |                |
| 1978   | A Question of Love                            | Linda Ray Guettner  |                |
| 1978   | The Brink's Job                               | Mary Pino           |                |
| 1979   | Strangers: The Story of a Mother and Daughter | Abgail Mason        |                |
| 1980   | Gloria                                        | Gloria Swenson      |                |
| 1982   | Tempest                                       | Antonia             |                |
| 1983   | Thursday's Child                              | Victoria Alden      |                |
| 1984   | Love Streams                                  | Sarah Lawson        |                |
| 1985   | Nederland C                                   | —                   |                |
| 1985   | An Early Frost                                | Katherine Pierson   |                |
| 1987   | Light of Day                                  | Jeanette Rasnick    |                |
| 1987   | The Betty Ford Story                          | Betty Ford          |                |
| 1988   | Another Woman                                 | Marion              |                |
| 1990   | Montana                                       | Bess Guthrie        |                |
| 1991   | Once Around                                   | Marilyn Bella       |                |
| 1991   | Night on Earth                                | Victoria Snelling   |                |
| 1991   | Ted & Vênus                                   | Mrs. Turner         |                |
| 1991   | Face of a Stranger                            | Pat Foster          |                |
| 1992   | Crazy in Love                                 | Honora Swift        |                |
| 1993   | Silent Cries                                  | Peggy Sutherland    |                |
| 1994   | Parallel Lives                                | Francie Pomerantz   |                |
| 1995   | The Neon Bible                                | Mae Morgan          |                |
| 1995   | Something to Talk About                       | Georgia King        |                |
| 1996   | Unhook the Stars                              | Mildred             |                |
| 1997   | She's So Lovely                               | Miss Green          |                |
| 1998   | Best Friends for Life                         | Mrs. Harriet Cahill |                |
| 1998   | Paulie                                        | Ivy                 |                |
| 1998   | The Mighty                                    | Gram                |                |
| 1998   | Hope Floats                                   | Ramona Calvert      |                |
| 1998   | Grace & Glorie                                | Grace Stiles        |                |
| 1998   | Playing by Heart                              | Hannah              |                |
| 1999]] | The Weekend                                   | Laura Ponti         |                |
| 2000   | The Color of Love: Jacey's Story              | Georgia Porter      |                |
| 2001   | Wild Iris                                     | Minnie Brinn        |                |
| 2002   | Hysterical Blindness                          | Virginia Miller     |                |
| 2002   | Charms for the Easy Life                      | Charlie Kate Birch  |                |
| 2003   | The Incredible Mrs. Ritchie                   | Mrs.Ritchie         |                |
| 2004   | Taking Lives                                  | Mrs. Asher          |                |
| 2004   | The Notebook                                  | Allie Calhoun       |                |
| 2005   | The Skeleton Key                              | Violet Devereaux    |                |
| 2006   | Paris, je t'aime                              | Gena                |                |
| 2007   | Broken English                                | Vivien Wilder-Mann  |                |
| 2007   | What If God Were the Sun?                     | Melissa Eisenbloom  |                |
| 2007   | Persépolis                                    | —                   | Voz            |
| 2011   | Olive                                         | Tess M. Powell      |                |
| 2012   | Yellow                                        | Mimi                |                |
| 2014   | Parts Per Billion                             | Esther              |                |
| 2014   | Six Dance Lessons in Six Weeks                | Lily Harrison       |                |
| 2017   | Unfortunate Circumstances                     | Dr. Cohen           | Curta-metragem |

### Na televisão
| Ano     | Título                                     | Papel                                      | Notas                                            |
| ------- | ------------------------------------------ | ------------------------------------------ | ------------------------------------------------ |
| 1954    | Top Secret                                 | Powell                                     | Episódio: This Man Is Death                      |
| 1955    | The Way of the World                       | Paula Graves                               |                                                  |
| 1955    | Robert Montgomery Presents                 | Myrtle Wilson                              | Episódio: The Great Gatsby                       |
| 1955    | Kraft Television Theatre                   | Janet                                      | Episódio: The Ways of Courage                    |
| 1955    | Armstrong Circle Theatre                   | Lugene                                     | Episódio: Time for Love                          |
| 1955    | Studio One                                 | Betty                                      | Episódio: A Chance at Love                       |
| 1955    | Appointment with Adventure                 | —                                          | Episódios: The Pirate's House e Caribbean Cruise |
| 1955    | The United States Steel Hour               | Betty/Eve                                  | Episódios: The Expendable House e Do It Yourself |
| 1958    | General Electric Theater                   | Dorothy Dickenson                          | Episódio: The Girl with the Flaxen Hair          |
| 1958    | Laramie                                    | Laurel DeWalt                              | Episódio: The Run to Tumavaca                    |
| 1959    | Johnny Staccato                            | Nina Van Ness                              | Episódio: Fly Baby, Fly                          |
| 1959    | Markham                                    | Rita Evans                                 | Episódio: The Altar                              |
| 1959    | Riverboat                                  | Rose Traynor                               | Episódio: Guns for Empire                        |
| 1960    | Adventures in Paradise                     | Dr. Abigail Brent                          | Episódio: The Death-Divers                       |
| 1960    | Alfred Hitchcock Presents                  | Lucille Jones                              | Episódio: The Doubtful Doctor                    |
| 1960    | The Tab Hunter Show                        | Barbara/Penelope                           | Episódio: Double Trouble                         |
| 1961    | The Islanders                              | Pepper Mint                                | Episódio: Island Witness                         |
| 1961    | Target: The Corruptors                     | Marian Praisewater                         | Episódio: The Poppy Vendor                       |
| 1961-62 | 87th Precinct                              | Teddy Carella                              | 4 Episódios                                      |
| 1962-64 | The Alfred Hitchcock Hour                  | Diana Justin/Louise Henderson/Helen Martin | 3 Episódios                                      |
| 1963    | The Dick Powell Show                       | Mrs. Canfield                              | Episódio: Project X                              |
| 1963    | The Lloyd Bridges Show                     | Leslie Kaufman                             | Episódio: A Personal Matter                      |
| 1963    | 77 Sunset Strip                            | Barbara Adams                              | Episódio: Flight 307                             |
| 1963    | Bonanza                                    | Ragan Miller                               | Episódio: She Walks in Beauty                    |
| 1963    | The Virginian                              | Savannah                                   | Episódio: No Tears for Savannah                  |
| 1963    | Bob Hope Presents the Chrysler Theatre     | June                                       | Episódio: It's Mental Work                       |
| 1963    | Breaking Point                             | Shelley Osborne Peters                     | Episódio: Heart of Marble, Body of Stone         |
| 1963    | Kraft Suspense Theatre                     | Lois Baxter/Janet Cord                     | 2 Episódios                                      |
| 1964    | Dr. Kildare                                | Helen Scott                                | Episódio: To Walk in Grace                       |
| 1964    | Burke's Law                                | Mitzi Carlisle/Paullette Shane             | 2 Episódios                                      |
| 1966    | Run for Your Life                          | Charlotte Hyde                             | Episódio: The Rediscovery of Charlotte Hyde      |
| 1966    | The Long, Hot Summer                       | Karen Roberts                              | Episódio: From This Day Forward                  |
| 1967    | The Road West                              | Karen Collier                              | Episódio: Beyond the Hill                        |
| 1967    | The Girl from U.N.C.L.E.                   | Baronesa Ingrid Blangstead                 | Episódio: The Fountain of Youth Affair           |
| 1967    | Peyton Place                               | Adrienne Van Leyden                        | 39 Episódios                                     |
| 1968    | Garrison's Gorillas                        | Duchess                                    | Episódio: The Frame-Up                           |
| 1971-73 | Medical Center                             | Karen Coberly/Frances Delanes              | 2 Episódios                                      |
| 1972    | Ghost Story                                | Kate Lucas                                 | Episódio: The Concrete Captain                   |
| 1974    | Marcus Welby, M.D.                         | Lorraine Denby                             | Episódio: The 266 Days                           |
| 1975    | Columbo                                    | Elizabeth Van Wick                         | Episódio: Playback                               |
| 1983    | Faerie Tale Theatre                        | Witch                                      | Episódio: Rapunzel                               |
| 2006    | Numb3rs                                    | Erika Hellman                              | Episódio: Provenance                             |
| 2009    | Monk                                       | Marge Johnson                              | Episódio: Mr. Monk and the Lady Next Door        |
| 2010    | NCIS: Naval Criminal Investigative Service | Joann Fielding                             | Episódio: Mother's Day                           |